# Exallonyx crenicornis
Exallonyx crenicornis is een vliesvleugelig insect uit de familie van de Proctotrupidae. De wetenschappelijke naam van de soort is voor het eerst geldig gepubliceerd in 1934 door Nees.